# NGC 5895
NGC 5895 (również PGC 54366) – galaktyka spiralna (Sc), znajdująca się w gwiazdozbiorze Wolarza. Odkrył ją 23 maja 1854 roku R.J. Mitchell – asystent Williama Parsonsa.